# Liste der Naturdenkmale in Waldsee (Pfalz)
Die Liste der Naturdenkmale in Waldsee nennt die im Gemeindegebiet von Waldsee ausgewiesenen Naturdenkmale (Stand 30. März 2013).

## Naturdenkmale
| Nr.         | Bezeichnung | Lage                                                  | Beschreibung  | Bild                                    |
| ----------- | ----------- | ----------------------------------------------------- | ------------- | --------------------------------------- |
| ND-7338-337 | Stieleiche  | östlich des Ortes am Altrhein; Abteilung Vorland Lage | Quercus robur | Direkt Bild zu diesem Denkmal hochladen |